# 披露山庭園住宅
披露山庭園住宅（ひろやまていえんじゅうたく）は、神奈川県逗子市の風致地区に昭和40年代に造成された新興住宅地。県南東部、三浦半島の相模湾側の逗子市に位置し、標高が約80mほどの小高い小坪山（披露山）を造成した小坪地域にある。県内屈指の高級住宅地で、かつては「逗子披露山庭園邸宅地」と呼ばれていた。

## 概要

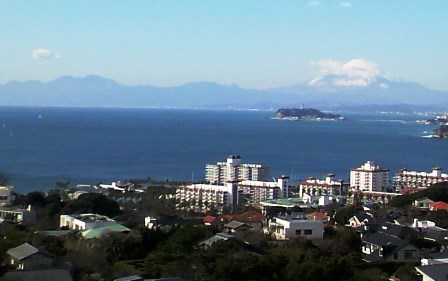
披露山庭園住宅（手前）と相模湾の眺望

1968年（昭和43年）に住友建設（現・三井住友建設）がTBS不動産の企画開発の下に造成を担った総面積22ha、215区画の住宅団地で、71年にTBS興発（現・三井不動産）によって分譲が開始された。バブル期には日本のビバリーヒルズと一部メディアで評された地域であるが、侵入者を物理的に排除する塀が存在しない点で数ある国内の高級住宅地の中でも一線を画する宅地計画がなされている。
第1期分譲地である南側は、1区画1,000平米、建ぺい率20%、高さ8mの建築協定付きで販売され、地区内は共同アンテナ電線類地中化、共同浄化槽を持ち、造成地の表面は芝生で覆われ、一部道路には植栽帯があり、さらに日本庭園も整備された。当初は入居者が少なかったため、一部地区の区画割りが500平米に緩和され、当初予定より分譲戸数が増やされた。管理運営は1978年（昭和53年）に自治会による自主管理へ移行し、85年からは建物所有者を組合員とする披露山庭園住宅団地管理組合法人により運営されている。
家屋の建築および改築には、建築協定により、事前に環境コンサルタントに相談し、立体模型を作ったうえで近隣住民に説明、合意を得る環境コンサルタント制度を導入することで、住景観と資産価値を守っている。また、商用撮影地などとして使われる場合、管理組合法人に映像撮影1本70万円、スチール写真1件20万円などの収入を得る仕組みがあり、その収入によって防犯パトロールの実施、共有地の除草、景観保全の管理を維持・運営している。
開発当初、一戸当たりの敷地規模を約300坪で設定して区画割りされた住宅街の構内道路は電線・電話線等のインフラストラクチャーの多くが開発当初から地中に埋設され、直線を排した曲線の多い構内道路で構成されている。その後、バブル期とバブル崩壊を経て、約300坪の敷地は小区画に分割されて売買された。その為、古くからの居住者と新興購入者は容易に識別できる。
各宅地の境界線は人工物による塀を建てる事が建築協定によって制限されており、不連続な生垣や低木によって、ようやく境界が判別できる程度の設えとなっている。この結果、道行く人々からは隣地との境界が明確に見えない。敷地面積から建物の水平投影面積を除した建蔽率の値は20%であり、団地名の庭園住宅そのままに庭園の中に住宅が点在しているような景観を維持している。周囲には不特定多数向けの商業施設はないが、本社としている企業などはある。大半の世帯が警備会社と契約しており、部外者は入口の管理組合の許可無く街区内に入れない事もあり、閑静な住環境が維持されている。
住宅地からは小坪山の麓にある小坪マリーナと逗子マリーナが見下ろせ、緩やかな曲線を描く湘南海岸、逗子湾と相模湾を経た富士山等の眺望も良い為、県内においてはステータスシンボルとして位置付けられ、芸能人などの一部が住む事でも知られている。

## 披露山
古墳時代末期ごろからは古東海道が通り、古くから交通の要衝で、鎌倉時代には有力御家人が別邸を構えた。
「披露山」の由来は、源頼朝がこの山で御家人たちを集めて、手柄者や、全国から献上された貢ぎ物を披露したことからこの山の名がついたとの説がある。